# Нактонган
37°10′22″ пн. ш. 128°59′27″ сх. д. / 37.17278° пн. ш. 128.99083° сх. д.
Нактонга́н (кор. 낙동강) — найдовша річка Південної Кореї, що проходить через кілька найбільших міст країни, таких як Тегу та Пусан.

## Історія
Нактонган грав важливу роль в житті країни за весь час її існування. Басейн річки — улюблене місце поселень жителів півострова, на його території знаходять безліч людських поселень часів неоліту.
У I столітті на берегах річки мешкали племена Пьонхан. Під час періоду Трьох королівств, долину річки контролювала конфедерація Кая до тих пір, поки вона не була завойована королівством Сілла в 562 році. Ці держави послідовно розвивали потенціал річки як транспортної і торгової артерії. Під час періодів Сілла, Корьо і Чосон річка була основним транспортним коридором регіону Кьонсандо.
Як природний бар'єр Нактонган здобув популярність під час війни в Кореї. На південному березі річки знаходилася межа Пусанського периметру, який займали війська ООН на початку війни. Міст у Вегване був підірваний 3 серпня 1950 року для того, щоб не допустити захоплення військами північної коаліції міста Тегу.

## Екологія
У районі Нактонган знаходяться великі заболочені території, такі як болота Упхо в Чханньоні, Кьонсан-Пукто. Ці болота населяє велика кількість рідкісних видів ссавців, птахів, риб і безхребетних. Восени і навесні тут знаходить притулок безліч перелітних птахів, включаючи качок, гусей і лелек.
Нактонган і його притоки забезпечують питною водою весь регіон, по якому вона протікає.

## Економіка
Попри те, що сьогодні Нактонган втратив своє комерційне і транспортне значення, він досі є джерелом їжі та заробітку для жителів регіону — в основному за рахунок рибальства і іригації.
Біля Андону було збудовано кілька великих ГЕС, що призвело до утворення ланцюга невеликих штучних озер, найбільше з яких — озеро Андон. Ці озера є курортами і зонами відпочинку.